# 68-as főút (Magyarország)
A 68-as számú főút egy döntően dél-északi irányú másodrendű főút Magyarországon, amely Somogy vármegye déli részét köti össze a Belső-Somogyon át a Balaton délnyugati részével és az M7-es autópályával. Hossza 95 km, ezzel a hosszabb magyar két számjegyű utak közé tartozik, de nem a leghosszabb, mert az a 47-es út. A főút része az E661-es nemzetközi főútvonalnak, amely a Bosznia-Hercegovinai Zenicába vezet.

## Nyomvonala
Döntően dél-északi vonalvezetésen halad, Barcsnál, a 261,600-as kilométerszelvénynél ágazik ki a 6-os főútból észak felé. Lábodig északi irányt követve halad, a település északi részén nyugatra fordul, majd körülbelül 5 kilométeren át nyugatnak tart, Nagyatádot elkerülve fordul ismét észak felé. Böhönyénél találkozik a 61-es főúttal, ezután északnak tart a somogyi dombok között. Elkerüli Marcalit, majd áthalad az M7-es autópálya felett, és Balatonszentgyörgy előtt, Balatonberény külterületén végződik a 7-es és 76-os utakkal közös körforgalomban.

## Története
1934-ben a kereskedelem- és közlekedésügyi miniszter 70 846/1934. számú rendelete a Böhönye-Balatonkeresztúr közti szakaszát harmadrendű főúttá nyilvánította, 652-es útszámozással; folytatását Nagyatádig pedig a Böhönye-Vízvár közti 646-os főút részeként. A Nagyatád-Lábod-Erdőcsokonya közti útvonalat a rendelet alapján 1937-ben kiadott közlekedési térkép mellékúti kiépítettséggel tünteti fel, az onnan délebbre húzódó mai szakaszát pedig még mellékútként sem jelöli. Komolyabb különbség a régi és a jelenkori nyomvonal között annyi volt, hogy a régi út még áthaladt Nagyatádon és Marcalin is, Ötvöskónyi helyett Somogyszobot érintette és Balatonkeresztúr lakott területén érte el a 7-es főutat. [A 68-as útszámozást akkor még nem osztották ki.]
Nagyatád és Böhönye közti szakasza az 1970-es évek elején – a Cartographia kiadó 1970-ben kiadott Magyarország autótérképének tanúsága szerint – még Somogyszobon keresztül húzódott. Később a nyomvonalat keletebbre helyezték, azóta Ötvöskónyi érintésével húzódik, a korábbi nyomvonalat pedig Nagyatád és Segesd között négy számjegyű összekötő úttá minősítették át, 6814-es számozással.
2014. december 29-én adták át a 68-as főút Marcali várost keletről elkerülő új szakaszát. A 8 kilométer hosszú, 2x1 sávos út építése 2012 év végén kezdődött. A projekt keretében az elkerülő út elején és végén egy-egy „T” csomópontot, a Szent János patak felett egy hullámosított acélcső átereszt, a Somogyszob–Balatonszentgyörgy-vasútvonal keresztezésénél két fénysorompóval biztosított átkelőt építettek ki. A Boronkai úton egy körforgalmat létesítettek. A projekt 3,18 milliárd forintból valósult meg. A várost átszelő régi nyomvonalat ezt követően három számjegyű, másodrendű főúttá sorolták át, 682-es számozással.
2015. október 30-án adták át a Nagyatádot északkeleti irányból elkerülő, 4,1 kilométeres szakaszt, amelyet 2,3 milliárd forintból építettek meg. A várost átszelő régi nyomvonalat ezt követően részben három számjegyű, másodrendű főúttá, részben négy számjegyű összekötő úttá sorolták át, 681-es, illetve 6821-es számozással, utóbbit azonban önkormányzati úttá minősítették vissza.

## Érintett települések
- Barcs
- Barcs-Somogytarnóca
- Csokonyavisonta
- Görgeteg
- Lábod
- Nagyatád (északkeleten elkerülve)
- Ötvöskónyi
- Segesd
- Böhönye
- Nemeskisfalud (külterületen)
- Szenyér (külterületen)
- Mesztegnyő
- Kelevíz
- Marcali-Bize
- Marcali (keleten elkerülve)
- Kéthely